# Billel Omrani
Abdel Slem Billel Omrani, född 2 juni 1993, är en fransk-algerisk fotbollsspelare som spelar för FCSB.

## Karriär
I september 2016 värvades Omrani av CFR Cluj, där han skrev på ett treårskontrakt. Den 8 juli 2018 förlängde Omrani sitt kontrakt med tre år.